# Дункан Стюарт
Дункан Антоніо Стюарт Ахель (ісп. Duncan Antonio Stewart Agell 1833 — 1923) — уругвайський політик аргентинського походження, президент Уругваю.

## Життєпис
Народився в 1833 в Буенос-Айресі, його батьками були шотландець Дункан Стюарт (з Перт-енд-Кінросс) і уругвайка Доротеа Ахель. Згодом перебрався до Уругваю. Президент Лоренсо Батл-і-Грау призначив його міністром фінансів у своєму уряді. У 1890 обраний до Сенату.
У 1894 президентські вибори відбувалися в обстановці гострої фінансової кризи. Протягом 21 дня жоден з кандидатів не міг набрати необхідних для обрання 45 голосів, і в цей період обов'язки голови виконавчої влади виконував Дункан Стюарт, який був на той час головою Сенату. Нарешті, Хуан Ідіарте Борда зміг отримати 47 голосів, і Стюарт передав йому президентські повноваження.
Після узурпації влади Хуаном Ліндольфо Куестасом в 1897 Дункан Стюарт приєднався до «колективістів», а після їх придушення припинив участь у політичному житті.
Його племінниця Матильда Пачеко згодом стала дружиною президента Хосе Батл-і-Ордоньєса.